# Біланоба-да-Празас
Біланоба-да-Празас — муніципалітет в Іспанії, у складі Комарка Конка-де-Барбера, у провінції Таррагона, Каталонія. Це популярний курорт, розташований на великій висоті на вершині Серра-де-ла-Льєна, неподалік від того місця, де цей гірський хребет з'єднується з горами Прадес.
Місто вперше згадується в документі 1159 року про межі Прадеса. Основними пам’ятками є церква Святого Сальвадора в центрі, а також святиня Святого Антонія де Падуа на краю міста.